# Clinton Joseph Davisson
Clinton Joseph Davisson (Bloomington, 22 ottobre 1881 – Charlottesville, 1º febbraio 1958) è stato un fisico statunitense.

## Biografia
Dopo gli studi alla University of Chicago e alla Princeton University, lavorò per varie istituzioni come la stessa Princeton, il Carnegie Institute ed i Bell Labs. Lo scienziato è noto per la dimostrazione del dualismo onda-particella dell'elettrone, effettuata contemporaneamente e indipendentemente dall'altro fisico con cui condivise il Nobel, George Paget Thomson.